# 서하남 나들목
서하남 나들목(W.Hanam IC)은 경기도 하남시 감일동에 설치된 수도권제1순환고속도로의 4번 교차로이다. 나들목 진출입로는 감북동과 접하고 있다. 하남시내 및 서울 시내 (송파구, 강동구 일대)로 진출할 수 있으며, 인근 서울특별시 송파구 방이동에 올림픽공원, 한국체육대학교가 있다. 계획 당시 가칭은 서부 나들목이었다.

## 연혁
- 1987년 12월 31일 : 나들목 신설을 위해 신장 도시계획시설 교통광장에 광주군 서부면 감일리 일원을 서부 나들목으로 고시[1]
- 1991년 10월 31일 : 서울외곽순환고속도로 판교 ~ 하남 구간 개통과 함께 영업 개시[2]
- 1998년 3월 7일 : 나들목 개량을 위해 하남시 도시계획시설 교통광장을 변경[3]
- 1999년 7월 15일 : 나들목 연결로 차로수 변경을 위해 하남시 도시계획시설 교통광장을 변경[4]

## 구조물 정보
이중 트럼펫형 입체 교차로이다.
- 위치: 경기도 하남시 감일동
- 한국도로공사 수도권본부: 경기도 하남시 서하남로 88 (감일동)
- 한국도로공사 동서울지사: 경기도 하남시 서하남로 88 (감일동)

## 접속하는 도로
- 서하남로